# Episodi di The Conners (prima stagione)
La prima stagione della serie televisiva The Conners, composta da 11 episodi, viene trasmessa negli Stati Uniti sul network ABC dal 16 ottobre 2018 al 22 gennaio 2019.
In Italia è inedita.
| n° | Titolo originale                 | Titolo originale | Prima TV USA     | Prima TV Italia |
| -- | -------------------------------- | ---------------- | ---------------- | --------------- |
| 1  | Keep on Truckin                  |                  | 16 ottobre 2018  |                 |
| 2  | Tangled Up in Blue               |                  | 23 ottobre 2018  |                 |
| 3  | There Won't Be Blood             |                  | 30 ottobre 2018  |                 |
| 4  | The Separation of Church and Dan |                  | 13 novembre 2018 |                 |
| 5  | Miracles                         |                  | 20 novembre 2018 |                 |
| 6  | One Flew Over the Conners' Nest  |                  | 27 novembre 2018 |                 |
| 7  | Hold the Salt                    |                  | 4 dicembre 2018  |                 |
| 8  | O Sister, Where Art Thou?        |                  | 11 dicembre 2018 |                 |
| 9  | Rage Against the Machine         |                  | 8 gennaio 2019   |                 |
| 10 | Don't Shoot the Piano Teacher    |                  | 15 gennaio 2019  |                 |
| 11 | We Continue to Truck             |                  | 22 gennaio 2019  |                 |